# Aménagement du territoire aux États-Unis

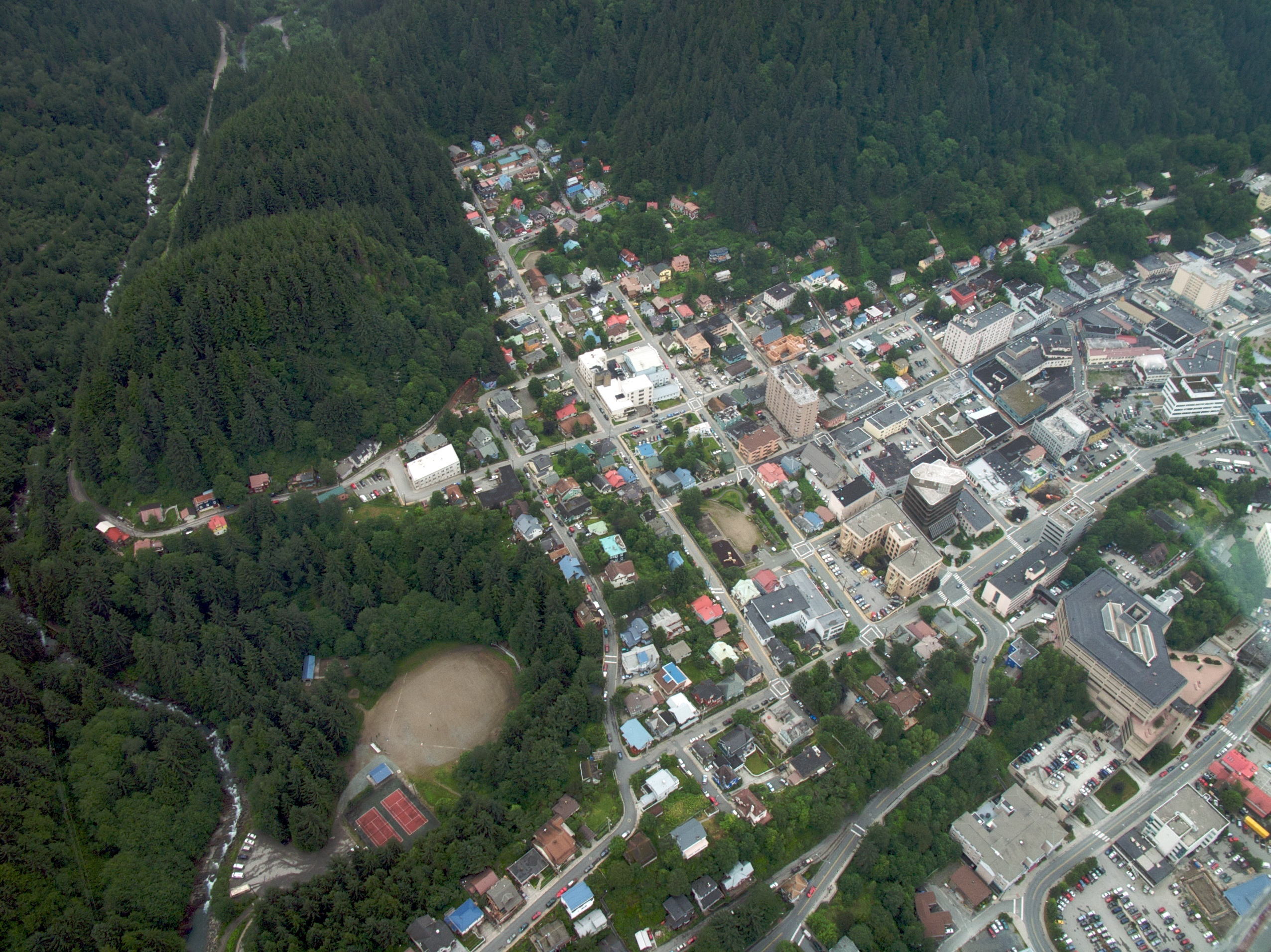
Photo aérienne de Juneau en Alaska

Pour les articles homonymes, voir Aménagement du territoire (homonymie).
L'aménagement du territoire aux États-Unis désigne l'ensemble des politiques mises en œuvre par les collectivités américaines sur le territoire national. Il est le résultat d'actions réfléchies et choisies afin de réduire les inégalités économiques ou sociales à l'échelle du pays. 
Avec plus de 9,6 millions de km², les États-Unis sont un pays immense dans lequel les distances et les contraintes naturelles peut entraver la maîtrise du territoire. Cette dernière a toujours représenté un enjeu majeur pour le gouvernement.

## Historique

### Avant les Européens, les Amérindiens maîtrisent leurs territoires
Dès l'époque précolombienne, les Amérindiens ont cherché à aménager leur espace pour les besoins de l'agriculture et de la chasse. Les Anasazis ont ainsi construit des canaux d'irrigation pour le maïs, dans le Sud-Ouest. Les cultures mississippiennes ont défriché de nombreux secteurs du centre. Dans le Nord-Est, l'essartage des sous-bois a été utilisé pour accroître le nombre d'herbivores. Enfin, les Amérindiens des Grandes Plaines ont pratiqué l'écobuage bien avant l'arrivée des Européens.

### Aménagement de la côte Est:XVIIeetXVIIIesiècles
L'ordonnance du Nord-Ouest, votée par le Congrès américain en 1787, entraine la formation du premier territoire organisé par les États-Unis : le territoire du Nord-Ouest.
Afin de calmer les tensions entre états et de limiter la spéculation foncière, Thomas Jefferson fut le premier à proposer un plan d'organisation : les nouveaux territoires devaient selon lui être divisés en dix districts, dont chacun deviendrait un État de l'Union dès qu'ils auraient atteint un certain poids démographique. Bien que ce plan n'ait pas été retenu par le Congrès, il inspira fortement l'Ordonnance de 1787. En 1785, le Congrès mit en vente le domaine public, divisé en municipalités (townships).

### XIXesiècle: industrialisation, révolution des transports et urbanisation

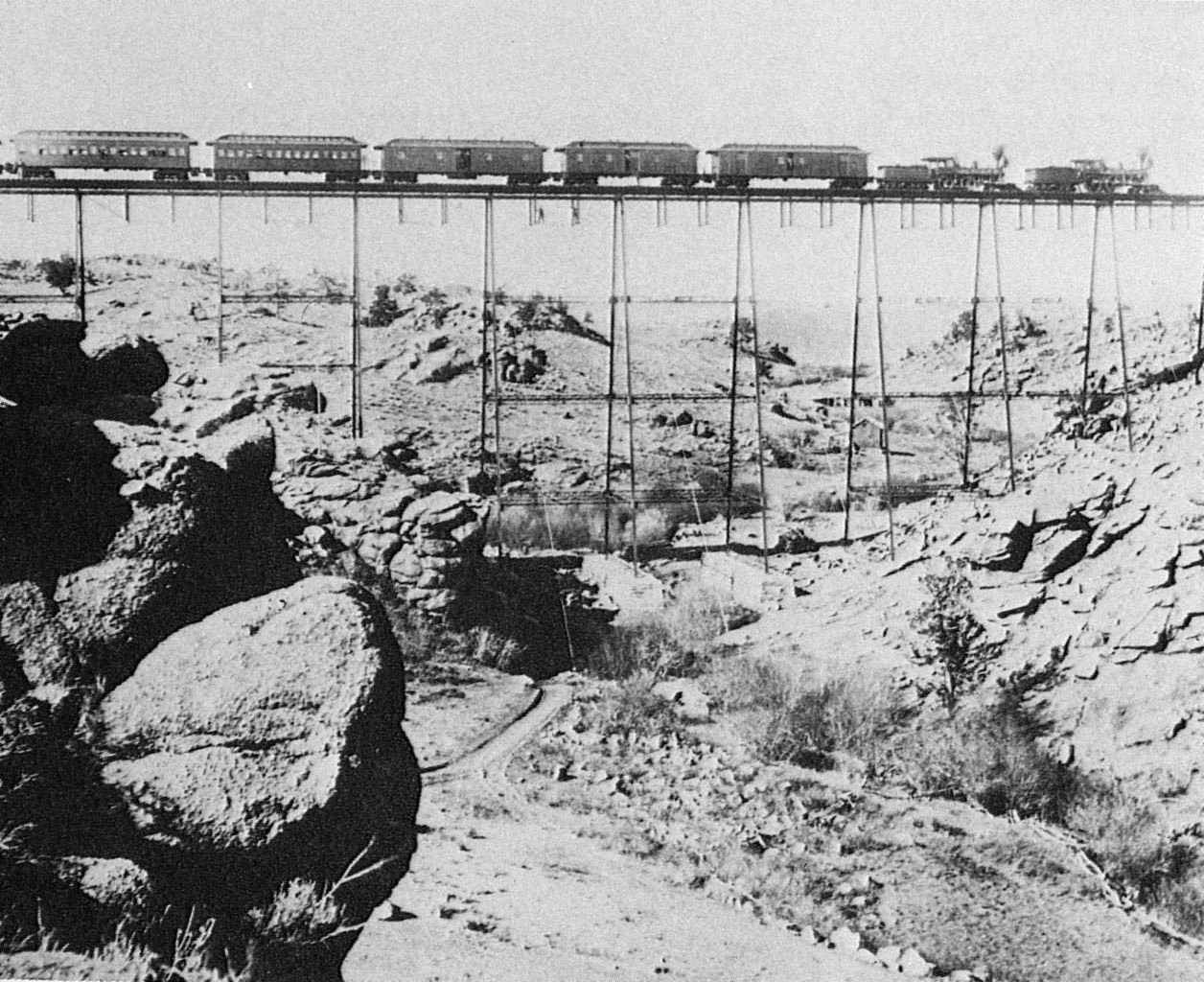
Chemin de fer, 1860

Avec l'arrivée massive des Européens et la Révolution industrielle, les États-Unis se sont urbanisés et dotés d'infrastructures de production et de transport. Au XIXe siècle, la conquête de l'Ouest et le déplacement de la « frontière » (Frontier en anglais) a été achevée grâce au premier chemin de fer transcontinental en 1869 : il permet de relier les deux côtes du pays par le train. Durant cette période, la colonisation et l'aménagement du Far West ont forgé un esprit pionnier qui explique en partie la mentalité américaine.
À la fin de la Reconstruction après la guerre de Sécession, la Mississippi River Commission, dépendant directement du Secrétaire à la Guerre des États-Unis, fut établie afin d'aménager le Mississippi, axe central de transport fluvial du pays.

### New Deal
Le New Deal est la politique interventionniste mise en place à l’instigation du président américain Franklin Delano Roosevelt pour lutter contre la crise économique de 1929. Divers programmes ont été mis en œuvre pour faire baisser le chômage et une politique de grands travaux fut instaurée : 
- La Tennessee Valley Authority (TVA) s'employa à la construction de barrages en vue d’aménager le territoire de la vallée du Tennessee, limiter les inondations, augmenter la production hydroélectrique et fournir des emplois aux chômeurs.
- La Works Progress Administration (WPA) dotée de 1,4 milliard de dollars. De 1935 à 1941, celle-ci embauche plus de 2 millions de travailleurs affectés à diverses tâches : plantation d'arbres, rénovation de centres urbains, etc.

## Les acteurs de l'aménagement du territoire américain

### Politiques
Depuis la fin du XVIIIe siècle, les États-Unis sont une République fédérale composée d'États fédérés aux pouvoirs étendus et d'un gouvernement central situé dans la capitale, Washington, D.C.. 
régional et local, les États fédérés sont subdivisés en comtés sauf en Louisiane et en Alaska. Ils sont incomparables avec les régions françaises, car ils disposent de leurs propres ressources fiscales, de pouvoirs législatifs et exécutifs étendus. Les lois en vigueur sont par conséquent très variables d'un État à l'autre. De grandes différences de taille et de poids démographique et de richesse rendent difficile la comparaison entre les États : la Californie est presque 40 fois plus peuplée que le Montana. L'Alaska est 9 fois plus grand que la Floride.

### Agences fédérales

Logo du Bureau of Land Management.

Le Bureau of Land Management (BLM) est une agence qui fait partie du Département de l'Intérieur des États-Unis et qui gère les terrains publics. L'agence emploie près de 9 000 personnes à plein temps et environ 1 000 à temps partiel ce qui représente 105 km2 par employé. Son budget annuel de 2007 avoisinait le milliard de dollars. Ses missions sont de préserver la richesse, la diversité et la productivité des terres qui sont exploitées en préservant celles-ci pour les générations futures.
Le corps du génie de l'armée des États-Unis est une institution de génie civil qui emploie environ 34 600 civils et 650 militaires qui dépendent du département de la Défense et qui sont rattachéd à l'United States Army. Sa mission, comparable à celle des ponts et chaussées en France, est de fournir des services tels que la construction de barrages ou d'autres projets d'aménagement.